# Traveller's Samples
Traveller's Samples é uma coletânea de contos de 1951 por Frank O'Connor apresentando 14 histórias.

## Histórias
- First Confession
- The Man of the House
- The Idealist
- The Drunkard
- The Thief (título alternativo: Christmas Morning)
- My First Protestant
- This Mortal Coil
- Old Age Pensioners
- Legal Aid
- The Masculine Principle
- The Sentry
- Jerome
- The Lady of the Sagas
- Darcy in the Land of Youth